# Муласен
Муласе́н (исп. Mulhacén) — гора на юге Испании, самая высокая вершина Пиренейского полуострова (3479 м). Расположена в хребте Сьерра-Невада, одного из отрогов Кордильеры-Пенибетики. На северном склоне горы лежит небольшой лавинный ледник (самый южный в Европе), с которого берёт начало река Хениль (приток Гвадалквивира).
Гора названа в честь мусульманского короля династии насридов Абу-л-Хасана Али, управлявшего Гранадой в XV веке. Его испанское имя — Мулей Асен (Muley Hacén), дало название горе, на вершине которой он был по легенде захоронен.
Муласен является третьей вершиной Западной Европы по относительной высоте, после Монблана и Этны, а во всемирном списке занимает 64 место по этому показателю. Южный и западный склоны горы весьма пологие, а для покорения северного требуется особый навык. Взойти на Муласен можно за день из деревень Капилейра и Тревелес.
Гора находится на территории национального парка Сьерра-Невада.